# Dorfkirche Niederjesar

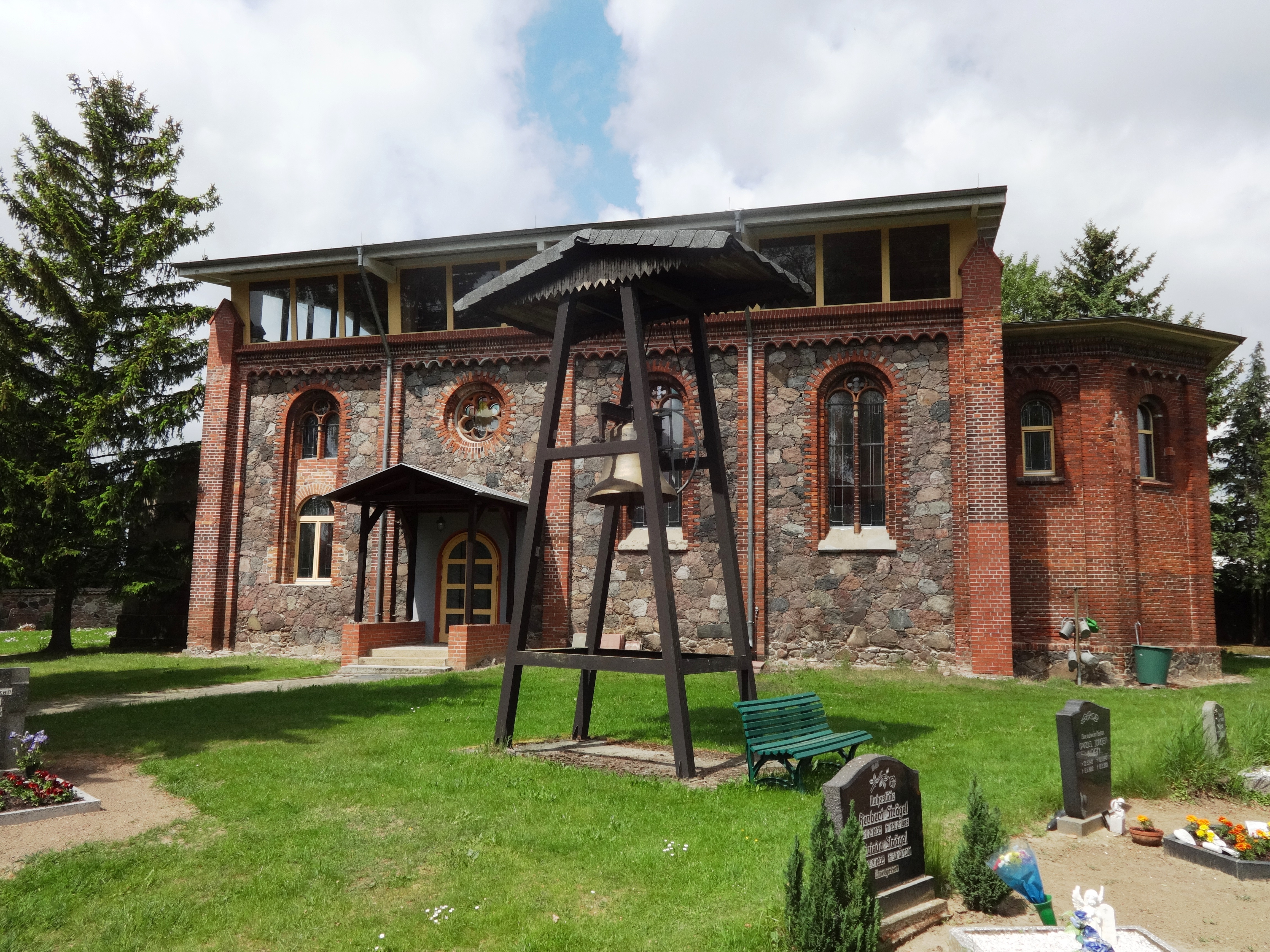
Dorfkirche Niederjesar

Die evangelische Dorfkirche Niederjesar ist eine neuromanische Saalkirche aus dem Jahr 1859 in Niederjesar, einem Ortsteil der Gemeinde Fichtenhöhe im Landkreis Märkisch-Oderland im Land Brandenburg. Die zugehörige Kirchengemeinde gehört zum Pfarrsprengel Mallnow-Podelzig im Kirchenkreis Oderland-Spree der Evangelischen Kirche Berlin-Brandenburg-schlesische Oberlausitz. Der Entwurf des Sakralbaus geht auf Friedrich August Stüler zurück.

## Lage
Die Gemarkung von Niederjesar erstreckt sich ellipsenförmig in West-Ost-Richtung und wird in derselben Richtung durch die Ernst-Thälmann-Straße erschlossen. In etwa der Mitte der Straße zweigt die Gartenstraße nach Norden hin ab. Das Bauwerk steht nordwestlich dieser Straßenkreuzung auf einer kleinen Anhöhe und wird von einer Mauer aus unbehauenen Feldsteinen eingefriedet.

## Geschichte

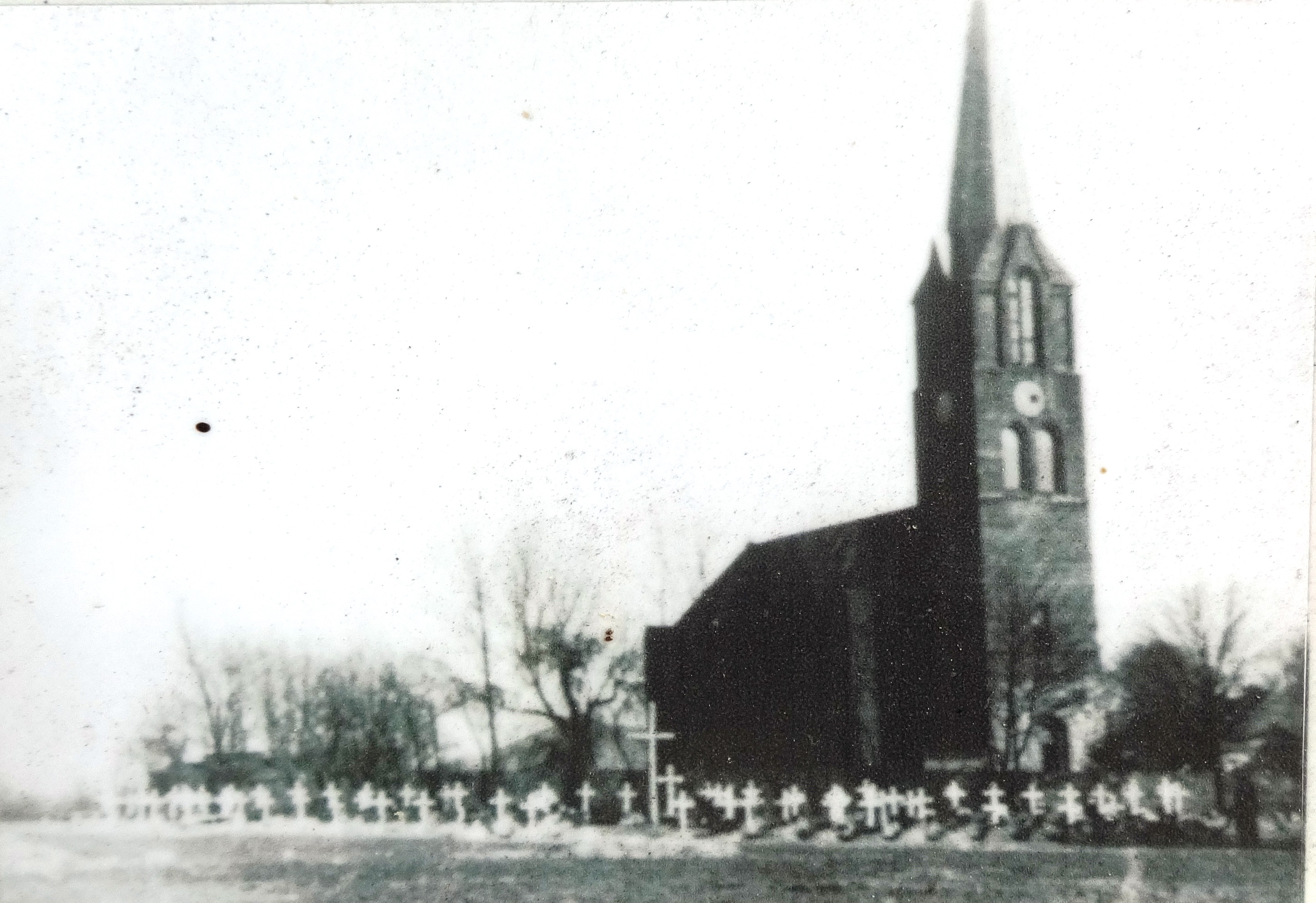
Historische Ansicht

Der Ort ist vermutlich slawischen Ursprungs und gelangte von 1405 bis 1538 in den Besitz der Mönche des Kartäuserklosters in Frankfurt (Oder). Es ist daher wahrscheinlich, dass diese eine Kirche im Ort errichteten. Auch ist überliefert, dass nach dem Dreißigjährigen Krieg ein Pfarrer Schumann vor zwei Frauen in der Kirche predigte. Daraus lässt sich zum einen schließen, dass eine Kirche vorhanden war, aber auch, dass der Ort nahezu wüst gefallen war. Unter Einbezug dieses Vorgängerbaus errichtete Friedrich August Stüler in der Mitte des 19. Jahrhunderts einen neuromanischen Umbau. Er fügte einen Chor sowie den 36 Meter hohen Westturm an. Dieser wurde im Zweiten Weltkrieg von deutschen Soldaten der Wehrmacht gesprengt, um den vorrückenden Truppen der Roten Armee die Orientierung zu erschweren. Dabei wurde das Kirchenschiff schwer beschädigt und bestand nur noch aus der Umfassungsmauer, den Turmresten sowie dem Chorgewölbe. Das Dach fehlte; da eine Instandsetzung unterblieb, verfiel das Bauwerk in den folgenden Jahrzehnten. Der Kirchengemeinde gelang es jedoch, in die Ruine einen kleinen Kirchsaal einzubauen. Nach der Wende wurde mit Hilfe eines Fördervereins in der Mitte der 1990er Jahre mit Sicherungsmaßnahmen und einem Wiederaufbau unter der Leitung des Berliner Architekten Heinz Hoffmann begonnen. Dabei erhielt das Bauwerk unter anderem ein verglastes Dachgeschoss. Der Architekt verzichtete dabei bewusst darauf, gleichfarbige Mauerziegel bei den Ausbesserungsarbeiten zu verwenden, damit die Schäden auch nach der Instandsetzung sichtbar blieben. Das Bauwerk wird seit 2002 als kommunales und kirchliches Zentrum genutzt.

## Baubeschreibung
Der Chor wurde aus rötlichem Mauerstein auf einem Feldsteinsockel errichtet. Er ist eingezogen und hat einen Fünfachtelschluss, der durch Lisenen betont wird. Stüler sah ursprünglich an jeder Seite ein hochgesetztes Rundbogenfenster vor, dessen Laibung betont wird. Das östliche Fenster ist nicht mehr im Originalzustand: Hier sind Ausbesserungsarbeiten des nunmehr rechteckigen Fensters erkennbar. Neben einer umlaufenden Voute sind die einzelnen Felder durch einen umlaufenden, nach unten offenen Fries – rundbogenförmig im originalen Zustand, rechteckig im ausgebesserten – verziert. Die Fenster im Chor gestaltete der Kirchenkünstler Tobias Kammerer, der im zentralen, rechteckigen Chorfenster mit der Farbe Violett eine Anlehnung an die Passion vornahm.
Die südliche Wand des Kirchenschiffs besteht aus ungleichmäßig geschichteten und nicht behauenen Feldsteinen, die von einem Strebepfeiler stabilisiert wird. Die südliche Wand des Kirchenschiffs ist durch rötlichen Mauerstein in vier Felder gegliedert. Nach Osten hin ist eine rundbogenförmige, zweifach gestufte Öffnung, in die im unteren Bereich ein rundbogenförmiges Fenster eingelassen ist. Darüber sind zwei gekuppelte, deutlich kleinere Fenster, die ein darüberliegendes Kreisfenster tragen. Im zweiten Segment ist die Pforte sowie eine Fensterrose, gefolgt von zwei weiteren Feldern mit je zwei gekuppelten Nonnenkopffenstern. Diese Form findet sich auch an der Nordseite. Dort sind drei derartige Konstruktionen sowie – analog zur Südseite – ein umgebautes Fenster in Richtung Westen.
Die westliche Wand des Kirchenschiffs besteht ebenfalls aus Feldsteinen. Daran schloss sich ursprünglich der quadratische und eingezogene Westturm an. Er hatte an der Nord- und Südseite je ein rundbogenförmiges Fenster, dessen Form in Teilen noch erhalten geblieben ist. Handwerker ergänzen den fehlenden Turm durch einen rechteckigen Anbau mit einer Pforte an der Westseite. Auf einer historischen Darstellung ist das obere Turmgeschoss noch erkennbar. Es bestand aus zwei gekuppelten Klangarkaden, einer darüber liegenden Turmuhr sowie einem Knickhelm.

## Ausstattung

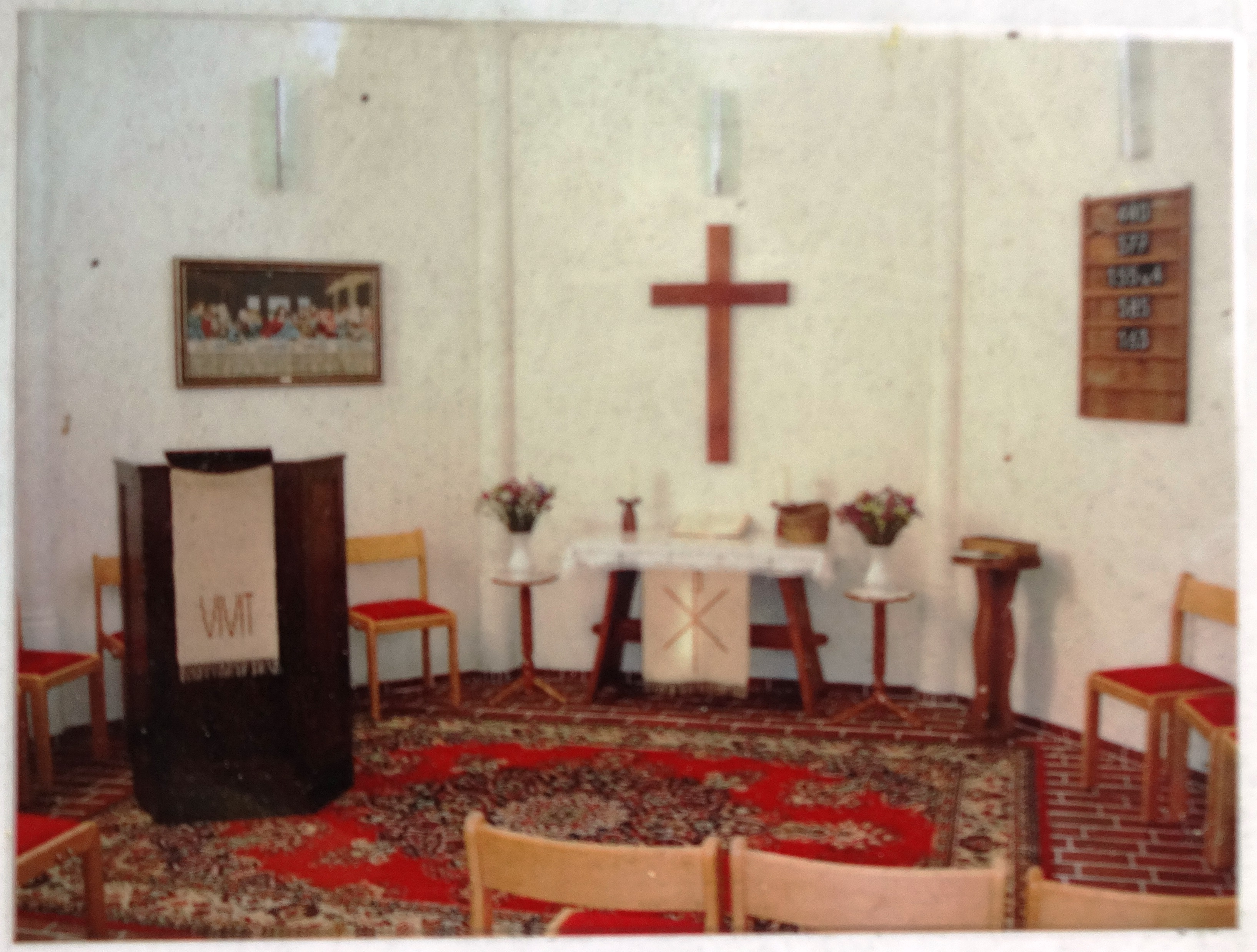
Blick in den Altarbereich

Die ursprüngliche Ausstattung ist nicht mehr vorhanden. Nach der Instandsetzung wurde das Bauwerk neuzeitlich ausgestattet. Auf der neu entworfenen Empore entstanden dabei Räume für Gruppenarbeit. Darunter wurde eine Trennwand eingezogen, um das Bauwerk auch für unterschiedlich große Veranstaltungen wirtschaftlich nutzen zu können. 2013 konnte die Kirchengemeinde eine Orgel aus Karlsruhe erwerben, die dort nach dem Zusammenschluss zweier Kirchengemeinden nicht mehr benötigt wurde. Das 5,29 Meter hohe Instrument schuf 1973 der Orgelbaumeisters Peter Vier und wurde von Mike Zuber aufgebaut.
Südöstlich des Gebäudes befindet sich ein freistehender Glockenturm. Die darin befindliche Glocke aus Stahlguss wurde vom Verkaufserlös der zerstörten Bronzeglocke finanziert. Weiter östlich steht an der Einfriedung ein Denkmal für die Gefallenen der Weltkriege.